# Cheilosia flavosericea
Cheilosia flavosericea är en tvåvingeart som beskrevs av Hull och Fluke 1950. Cheilosia flavosericea ingår i släktet örtblomflugor, och familjen blomflugor.
Artens utbredningsområde är British Columbia. Inga underarter finns listade i Catalogue of Life.